# Laevistrombus
Laevistrombus is een geslacht van weekdieren uit de klasse van de Gastropoda (slakken).

## Soorten
- Laevistrombus canarium (Linnaeus, 1758)
- Laevistrombus turturella (Röding, 1798)